# Esteban Conde
Esteban Néstor Conde Quintana (Young, 4 de Março de 1983) é um jogador  uruguaio que atua como goleiro no Nacional do Uruguai.

## Carreira
Começou a carreira no Rentistas, em 2003, onde ficou até 2004. Em 2005, acertou com o Danubio, sendo campeão do Campeonato Uruguaio de 2006–07. Já marcou seis gols na carreira profissional quando atuava pelo Danubio, todos de pênalti.

### Universidad de Chile
Chegou na Universidad de Chile em 2010, para reforçar a equipe de Gerardo Pelusso no Campeonato Chileno e na Copa Libertadores. Em principio, Coco, chegou para ser o reserva imediato de Miguel Pinto, ídolo do clube, mas devido a uma importante lesão de Miguel Pinto, Coco, assumiu a titularidade, mas depois da recuperação de Miguel Pinto, Coco, voltou a reserva. Ainda em 2010, foi campeão da primeira edição da Copa BancoEstado. Em 2011, com a chegada do Superboy, Johnny Herrera, Coco, continuou na reserva, apesar da chegado do novo treinador Jorge Sampaoli e de ser querido por todos no clube. Participou dos três títulos do clube em 2011: o Campeonato Chileno Torneo Apertura e Torneo Clausura e a Copa Sul-Americana, jogando poucas vezes como titular.

### Seleção
Foi convocado para a Seleção uruguaia, mas como terceiro goleiro, ainda não entrou em campo com a camisa celeste.

## Estatísticas
Até 26 de fevereiro de 2012.

### Clubes
| Clube                | Temporada         | Campeonato nacional | Campeonato nacional | Copa nacional[a] | Copa nacional[a] | Competições continentais[b] | Competições continentais[b] | Outros torneios[c] | Outros torneios[c] | Total | Total |
| Clube                | Temporada         | Jogos               | Gols                | Jogos            | Gols             | Jogos                       | Gols                        | Jogos              | Gols               | Jogos | Gols  |
| -------------------- | ----------------- | ------------------- | ------------------- | ---------------- | ---------------- | --------------------------- | --------------------------- | ------------------ | ------------------ | ----- | ----- |
| Rentistas            | 2002              | 0                   | 0                   | 0                | 0                | —                           | —                           | —                  | —                  | 0     | 0     |
| Rentistas            | 2003              | 0                   | 0                   | 0                | 0                | —                           | —                           | —                  | —                  | 0     | 0     |
| Rentistas            | 2004              | 0                   | 0                   | 0                | 0                | —                           | —                           | —                  | —                  | 0     | 0     |
| Rentistas            | Total             | 0                   | 0                   | 0                | 0                | —                           | —                           | —                  | —                  | 0     | 0     |
| Danubio              | 2005              | 0                   | 0                   | 0                | 0                | 0                           | 0                           | —                  | —                  | 0     | 0     |
| Danubio              | 2005–06           | 0                   | 0                   | 0                | 0                | —                           | —                           | —                  | —                  | 0     | 0     |
| Danubio              | 2006–07           | 0                   | 0                   | 0                | 0                | 0                           | 0                           | —                  | —                  | 0     | 0     |
| Danubio              | 2007–08           | 0                   | 0                   | 0                | 0                | 0                           | 0                           | —                  | —                  | 0     | 0     |
| Danubio              | 2008–09           | 0                   | 0                   | 0                | 0                | —                           | —                           | —                  | —                  | 0     | 0     |
| Danubio              | 2009–10           | 0                   | 0                   | 0                | 0                | —                           | —                           | —                  | —                  | 0     | 0     |
| Danubio              | Total             | 0                   | 0                   | 0                | 0                | 0                           | 0                           | —                  | —                  | 0     | 0     |
| Universidad de Chile | 2010              | 0                   | 0                   | 0                | 0                | 0                           | 0                           | —                  | —                  | 0     | 0     |
| Universidad de Chile | 2011              | 0                   | 0                   | 0                | 0                | 0                           | 0                           | 1                  | 0                  | 1     | 0     |
| Universidad de Chile | 2012              | 0                   | 0                   | 0                | 0                | 0                           | 0                           | —                  | —                  | 0     | 0     |
| Universidad de Chile | Total             | 0                   | 0                   | 0                | 0                | 0                           | 0                           | 1                  | 0                  | 1     | 0     |
| Total na carreira    | Total na carreira | 0                   | 0                   | 0                | 0                | 0                           | 0                           | 1                  | 0                  | 1     | 0     |

- a. ^ Jogos da Copa Chile
- b. ^ Jogos da Copa Libertadores e Copa Sul-Americana
- c. ^ Jogos do Jogo amistoso

## Títulos
Danubio
- Campeonato Uruguaio: 2006–07

Universidad de Chile
- Copa Gato: 2010
- Copa BancoEstado: 2010
- Campeonato Chileno (Torneo Apertura): 2011
- Campeonato Chileno (Torneo Clausura): 2011
- Copa Sul-Americana: 2011

 Título invicto